# Indice di Reid
In pneumologia si intende per indice di Reid il rapporto tra lo spessore dello strato ghiandolare sottomucoso e la parete bronchiale.
Nei soggetti normali oscilla tra 0,14 e 0,36; negli affetti da BPCO ha un valore superiore a 0,44.